# Дмитриј Кузмин
Дмитриј Кузмин (рус. Дми́трий Влади́мирович Кузьми́н) руски је књижевник.
Он је песник, преводилац и главни уредник поетског часописа Ваздух.
Дипломирао на Филолошком факултету у Москви. Од 1993. године је главни уредник издавачке куће „Арго-Риск”. Његова прва књига поезије „Лепо је бити жив” (рус. Хорошо быть живым) добила је награду „Московски исказ” за најбољу књигу поезије 2008. године. Године 2005. добитник је Награде Андреј Бели за свој допринос књижевности.
На српском је објављиван у часопису Трећи Трг, а године 2007. учесник је првог фестивала поезије Београдски трг 007. У тематско издање часописа „Арго Риск”: Западна лирика уврстио је, између осталих северноамеричких аутора, поезију Србо -Канађанина Миодрага Којадиновића и америчке песникиње пореклом са територије која је данас у саставу Хрватске, Соње Франете.